# N-氧代铵盐

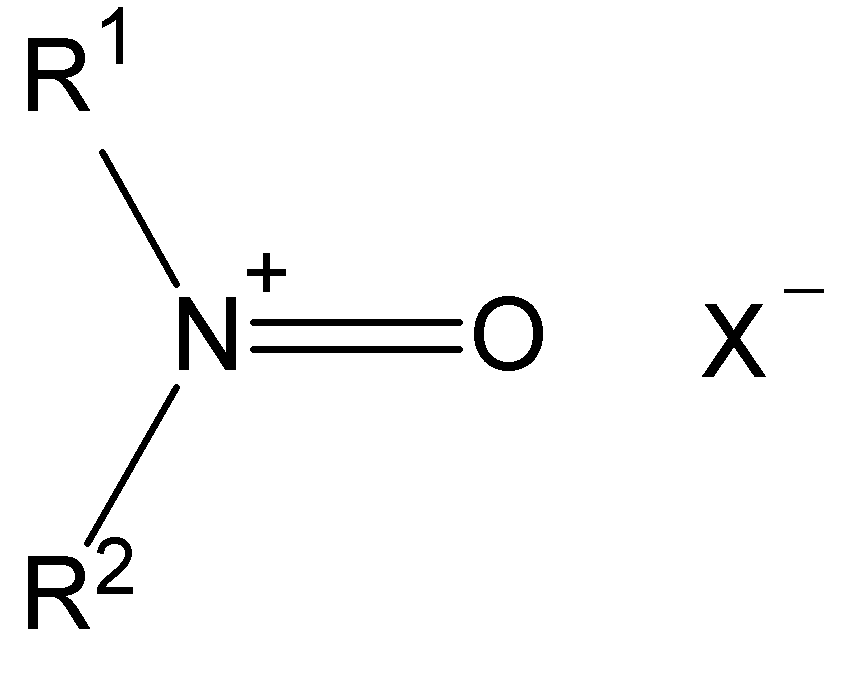
N-氧代铵盐的结构

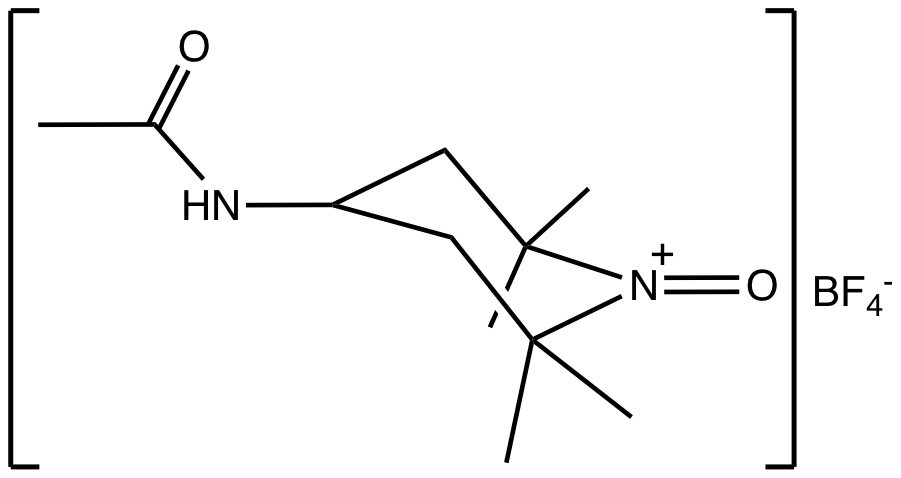
一种N-氧代铵盐，Bobbitt 盐的结构。

N-氧代铵盐（英語：N-Oxoammonium salts）是一类结构式为[R1R2=O]X−的有机化合物，被用于醇类的绿色氧化反应。氧代铵盐具抗磁性，而氮氧自由基通常是双重态基态的。一个著名的氧代铵盐[TEMPO]+是通过氧化2,2,6,6-四甲基哌啶-1-氧化物（TEMPO）而来的，Bobbitt 盐是它的一个价格上更便宜的类似物。

## 结构
氧代铵盐与羰基为等电子体，结构上与肟和氮氧自由基相关，可以通过单电子氧化还原反应互相转化。根据X射线晶体学研究，[TEMPO]BF4中的N-O键距离为1.184 Å，比电中性的TEMPO中的N-O距离短0.1 Å。同样的，在TEMPO中的N的杂化程度介于sp2和sp3之间（氧在面外0.1765 Å处），而[TEMPO]+中的N则更平坦。
N-氧代铵盐被用于将醇氧化为醛或酮，如氧代铵盐催化氧化反应。一些氮氧自由基如TEMPO的催化氧化反应实际上是通过N-氧代铵盐中间体来进行的。

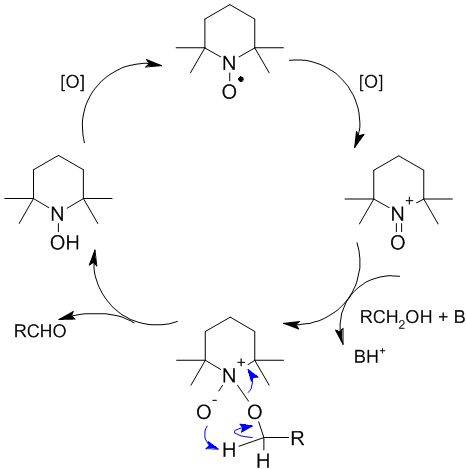
TEMPO对伯醇的选择性催化氧化循环

## 备注
1. ↑  doublet ground state